# Campeonato Asiático de Atletismo de 2013 - Arremesso de peso feminino
A prova do arremesso de peso feminino do Campeonato Asiático de Atletismo de 2013 foi disputada no dia 6 de julho de 2013 no Shree Shiv Chhatrapati Sports Complex em Pune, na Índia. 

## Recordes
Antes desta competição, os recordes mundiais e do campeonato nesta prova eram os seguintes:
|                       | Nome               | Nacionalidade   | Distância | Local        | Data                |
| --------------------- | ------------------ | --------------- | --------- | ------------ | ------------------- |
| Recorde mundial       | Natalya Lisovskaya | União Soviética | 22m 63cm  | Moscou       | 7 de junho de 1987  |
| Recorde do campeonato | Huang Zhihong      | China           | 19m 69cm  | Nova Delhi   | 1989                |
| Recorde asiático      | Meisu Li           | China           | 21m 76cm  | Shijiazhuang | 23 de abril de 1988 |

## Medalhistas
| Ouro                | Prata              | Bronze         |
| Liu Xiangrong (CHN) | Leyla Rajabi (IRI) | Gao Yang (CHN) |

## Cronograma
Todos os horários são locais (UTC+5:30).
| Data       | Hora  | Evento |
| ---------- | ----- | ------ |
| 6 de julho | 17:15 | Final  |

## Final
A final da prova ocorreu dia 6 de julho às 17:15.
| Posição           | Atleta               | Nacionalidade | #1    | #2    | #3    | #4    | #5    | #6    | Resultados | Notas |
| ----------------- | -------------------- | ------------- | ----- | ----- | ----- | ----- | ----- | ----- | ---------- | ----- |
| Medalha de ouro   | Liu Xiangrong        | China         | 18.39 | 18.45 | 18.27 | 18.59 | 18.18 | 18.67 | 18.67      |       |
| Medalha de prata  | Leyla Rajabi         | Irão          | 17.78 | 18.18 | 17.65 | 17.52 | 17.33 | 17.66 | 18.18      |       |
| Medalha de bronze | Gao Yang             | China         | 17.76 | 17.22 | x     | 17.36 | 16.99 | 17.45 | 17.76      |       |
| 4                 | Lee Mi-Young         | Coreia do Sul | x     | 16.74 | x     | 16.37 | x     | x     | 16.74      |       |
| 5                 | Sofiya Burhanova     | Uzbequistão   | 16.19 | 15.78 | 16.20 | 15.87 | 16.49 | 15.66 | 16.49      |       |
| 6                 | Lin Chia-ying        | Taipé Chinesa | 16.37 | x     | 16.47 | 16.36 | 16.23 | 16.11 | 16.47      |       |
| 7                 | Yukiko Shirai        | Japão         | 13.81 | 14.72 | 14.78 | 14.30 | 14.57 | 14.11 | 14.78      |       |
| 8                 | Neha Singh           | Índia         | 13.50 | 13.71 | 13.12 | 13.08 | x     | 13.73 | 13.73      |       |
| 9                 | Navjeet Kaur Dhillon | Índia         | 12.77 | 12.16 | 12.91 |       |       |       | 12.91      |       |

Legenda
| Recorde mundial       | Recorde mundial (World record)               |                       | Recorde africano                      | Recorde africano (African) |                                           | Q | Classificado por posição (Qualified) |
| Recorde do campeonato | Recorde do campeonato (Championship record)  | Recorde da América    | Recorde da América (Americas)         | q                          | Classificado por melhor tempo (Qualified) |   |                                      |
| Melhor marca do ano   | Melhor marca do ano (World leading)          | Recorde asiático      | Recorde asiático (Asian)              | DNS                        | Não largou (Did not start)                |   |                                      |
| Recorde nacional      | Recorde nacional (National record)           | Recorde europeu       | Recorde europeu (European)            | DNF                        | Não terminou (Did not finish)             |   |                                      |
| Recorde pessoal       | Recorde pessoal do atleta (Personal best)    | Recorde da Oceania    | Recorde da Oceania (Oceania)          | DSQ / DQ                   | Desclassificado (Disqualified)            |   |                                      |
| Recorde da temporada  | Recorde da temporada do atleta (Season best) | Recorde sul-americano | Recorde sul-americano (South America) | NM                         | Sem marca (No mark)                       |   |                                      |